# Братан Ценов
Братан Гаврилов Ценов (болг. Братан Гаврилов Ценов; нар. 7 січня 1964, Луковит, Ловецька область) — болгарський борець греко-римського стилю, чемпіон, дворазовий срібний та дворазовий бронзовий призер чемпіонатів світу, триразовий чемпіон, триразовий срібний та бронзовий призер чемпіонатів Європи, чемпіон «Дружби-84», бронзовий призер Олімпійських ігор.

## Життєпис
Боротьбою почав займатися з 1975 року у середній спортивній школі імені Ассена Драганова, м. Ловеч. З 1982 року борець у ЦСКА (Софія).
Виступав за спортивний клуб «Славія-Літекс», Софія. Тренери — Стефан Стоєв, Стефан Ангелов, Боб Дороссієв.
З 1989 року навчався в Національній спортивній академії, яку закінчив, здобувши кваліфікацію тренера.
Після закінчення спортивної кар'єри у 1996 році перейшов на тренерську роботу. З 1997 року працював старшим тренером збірної Болгарії з греко-римської боротьби. У 2005 році визнаний найкращим тренером Болгарії серед усіх видів спорту.

### Нагороди та визнання
- Кавалер ордена Народної Республіки Болгарія ІІІ ступеня (1988).
- Почесний громадянин Ловеча (1983).
- Почесний громадянин Луковита (2006).

## Спортивні результати на міжнародних змаганнях

### Виступи на Олімпіадах
| Змагання                    | Збірна   | Вагова категорія                 | Місце  |
| --------------------------- | -------- | -------------------------------- | ------ |
| Літні Олімпійські ігри 1988 | Болгарія | греко-римська боротьба, до 48 кг | Бронза |
| Літні Олімпійські ігри 1992 | Болгарія | греко-римська боротьба, до 52 кг | 5      |
| Літні Олімпійські ігри 1996 | Болгарія | греко-римська боротьба, до 48 кг | 11     |

### Виступи на Чемпіонатах світу
| Змагання                        | Збірна   | Вагова категорія                 | Місце  |
| ------------------------------- | -------- | -------------------------------- | ------ |
| Чемпіонат світу з боротьби 1982 | Болгарія | греко-римська боротьба, до 48 кг | Бронза |
| Чемпіонат світу з боротьби 1983 | Болгарія | греко-римська боротьба, до 48 кг | Золото |
| Чемпіонат світу з боротьби 1985 | Болгарія | греко-римська боротьба, до 48 кг | Срібло |
| Чемпіонат світу з боротьби 1986 | Болгарія | греко-римська боротьба, до 48 кг | Срібло |
| Чемпіонат світу з боротьби 1987 | Болгарія | греко-римська боротьба, до 48 кг | 5      |
| Чемпіонат світу з боротьби 1989 | Болгарія | греко-римська боротьба, до 52 кг | 5      |
| Чемпіонат світу з боротьби 1990 | Болгарія | греко-римська боротьба, до 52 кг | Бронза |
| Чемпіонат світу з боротьби 1991 | Болгарія | греко-римська боротьба, до 52 кг | 6      |

### Виступи на Чемпіонатах Європи
| Змагання                         | Збірна   | Вагова категорія                 | Місце  |
| -------------------------------- | -------- | -------------------------------- | ------ |
| Чемпіонат Європи з боротьби 1983 | Болгарія | греко-римська боротьба, до 48 кг | Золото |
| Чемпіонат Європи з боротьби 1985 | Болгарія | греко-римська боротьба, до 48 кг | Золото |
| Чемпіонат Європи з боротьби 1986 | Болгарія | греко-римська боротьба, до 48 кг | Срібло |
| Чемпіонат Європи з боротьби 1987 | Болгарія | греко-римська боротьба, до 48 кг | Срібло |
| Чемпіонат Європи з боротьби 1988 | Болгарія | греко-римська боротьба, до 48 кг | Бронза |
| Чемпіонат Європи з боротьби 1991 | Болгарія | греко-римська боротьба, до 52 кг | Золото |
| Чемпіонат Європи з боротьби 1992 | Болгарія | греко-римська боротьба, до 52 кг | Срібло |
| Чемпіонат Європи з боротьби 1996 | Болгарія | греко-римська боротьба, до 48 кг | 9      |

### Виступи на інших змаганнях
| Змагання                           | Збірна   | Вагова категорія                 | Місце  |
| ---------------------------------- | -------- | -------------------------------- | ------ |
| Дружба-84                          | Болгарія | греко-римська боротьба, до 48 кг | Золото |
| Гран-прі Німеччини з боротьби 1986 | Болгарія | вільна боротьба, до 48 кг        | Срібло |
| Гала гран-прі FILA 1987            | Болгарія | греко-римська боротьба, до 48 кг | Срібло |
| Гран-прі Німеччини з боротьби 1989 | Болгарія | греко-римська боротьба, до 52 кг | 8      |